# Melian
Melian é uma personagem fictícia do legendarium de Tolkien, presente na Terra-média criada por J. R. R. Tolkien. Ela aparece em O Silmarillion, Os Filhos de Húrin, Beren e Lúthien [en] e em várias histórias da série A História da Terra Média [en]. Uma versão inicial de Melian está presente em O Livro dos Contos Perdidos [en] II, parte da História da Terra-média, onde sua caracterização difere significativamente. Na versão final, Melian é uma Maia, uma classe menor de seres divinos poderosos do legendário de Tolkien, conhecidos como Ainur. Ela assume a forma de uma Elfa e torna-se a fiel rainha consorte de  Elu Thingol.
Melian desempenha um papel crucial na Primeira Era da Terra-média e é fundamental na ancestralidade das histórias de amor interracial entre sua filha Lúthien e o homem mortal Beren, assim como entre seus descendentes Aragorn e Arwen. Comentaristas analisaram sua natureza mística e seu papel como precursora da rainha élfica Galadriel em O Senhor dos Anéis.

## Biografia fictícia
| “ | Melian aconselha Thingol Melian possuía grande capacidade de prever o futuro, como é típico dos Maiar. Quando o segundo período da prisão de Melkor chegou ao fim, ela aconselhou Thingol que a Paz de Arda não duraria para sempre. Ele, então, planejou construir uma morada real, um lugar fortificado, caso o mal despertasse novamente na Terra-média. Para isso, buscou a ajuda e o conselho dos Anões de Belegost, que a ofereceram de bom grado, pois, naquela época, eram incansáveis e ávidos por novos trabalhos. Embora os Anões sempre exigissem pagamento por seus serviços, fosse com prazer ou esforço, dessa vez consideraram-se recompensados. | ” |

Melian é um ser angélico, uma Maia próxima das divindades Valië, a Rainha da Terra, Yavanna. Originalmente, ela cuidava de árvores frutíferas nos jardins de Lórien e servia às Valier Estë e Vána antes de partir para a Terra-média. Melian é caracterizada por sua beleza, conexão com a natureza, dons de previsão e sabedoria, e, especialmente, por seu "canto angélico e envolvente". Conta-se que ela chega à Terra-média para ensinar os pássaros a cantar e reside na floresta de Nan Elmoth, a leste de Doriath, em Beleriand. Por vir de Valinor, seu rosto carrega a força e o esplendor da luz de Valinor, semelhante aos Noldor que viram a luz das Duas Árvores. Em Nan Elmoth, ela conhece seu futuro esposo, o príncipe Elfo Elwë, enquanto canta com os rouxinóis. Elwë, "tomado de amor" por Melian, cai em um encantamento, esquecendo-se completamente de seu povo, os Sindar, e desejando passar o resto de seus anos com ela. Ao assumir a forma de uma elfa, Melian submete-se às limitações de um corpo físico, e passa muitos anos em solidão com Elwë, considerado perdido por seu povo, até que o casal retorna à sociedade da Terra-média.

Mapa esquemático de Beleriand na Primeira Era. O reino florestal de Thingol, Doriath, está no centro; Nan Elmoth é a floresta menor próxima à sua borda leste.

Melian e seu esposo, agora conhecido como Elu Thingol, estabelecem-se em Beleriand e fundam o reino de Doriath, onde reinam como monarcas. Sua única filha, Lúthien, é considerada a pessoa mais bela que já viveu na Terra-média. Utilizando "muita magia e mistério" em torno dos salões de Thingol, Melian emprega seus vastos poderes para envolver Doriath em uma barreira invisível e impenetrável, conhecida como o Cinturão de Melian, que protege o reino das forças de Morgoth. Essa barreira impede a entrada de qualquer um sem a permissão dela ou de Thingol, confundindo e desnorteando viajantes ou levando-os à loucura. O Cinturão de Melian prova ser mais forte que qualquer poder, exceto o amor altruísta, pois o homem mortal Beren, apaixonado por Lúthien, consegue superá-lo. Como ser divino no legendário de Tolkien, a linhagem de Melian, transmitida pelo casamento de Beren e Lúthien, representa "uma linhagem dos Ainur que estavam com Ilúvatar antes de Eä": seus descendentes incluemElwing, Elrond, Arwen,  Elendil e Aragorn.
Diz-se que Melian era mais sábia que "qualquer filho da Terra-média", conhecida por suas visões do futuro, embora seus conselhos sejam frequentemente ignorados. Em Os Filhos de Húrin, Melian tenta, sem sucesso, "evitar o mal preparado nos pensamentos de Morgoth": ela procura convencer Morwen a não deixar a segurança de Doriath, aconselha  Túrin sobre o melhor curso de ação, e alerta Beleg para não empunhar Anglachel, uma espada amaldiçoada forjada pelo Elfo Negro Eöl. Ela consegue convencer Húrin [en] a aceitar sua dor pela trágica sina de sua família, após ele iniciar uma violenta onda de fúria e amargura. O próprio Thingol raramente segue seus conselhos ou advertências, o que leva a um desastre quando sua ganância pelo Silmaril recuperado da coroa de Morgoth desencadeia eventos que culminam em sua morte e na queda de Doriath. Após a morte de Thingol, Melian conversa pela última vez com Lúthien e Beren antes de retornar sozinha a Valinor.

## Criação e concepção
O nome "Melian" significa Amada em  Sindarin, uma das línguas construídas de Tolkien. Em Quenya, outra língua criada por Tolkien, seu nome é "Melyanna", que significa "Dom Querido" ou "Dom do Amor" (Q. melya, "querido, adorável" < Q. mel-, "amor"; Q. anna, "dom").
Durante o desenvolvimento de seu legendário, Tolkien atribuiu outros nomes a Melian. Ela aparece em O Livro dos Contos Perdidos Parte Um como Tindriel ou Wendelin em Quenya, e em um dicionário  Gnômico como Gwendeling ou Gwendhiling. Na narrativa de O Livro dos Contos Perdidos, Vëannë e Ausir discutem se ela deveria ser chamada de Wendelin ou Gwendeling. Esses nomes foram reintroduzidos no livro de 2017 Beren e Lúthien, uma história expandida sobre o conto de Lúthien e Beren.
Nas versões iniciais de seu trabalho, Tolkien definiu Melian como uma fada, sendo retratada como uma personagem um tanto sinistra. Essa versão aparece em "O Conto de Tinúviel", a primeira história de Tolkien sobre Beren e Lúthien, escrita em inglês arcaico e publicada em O Livro dos Contos Perdidos Parte Dois. Em uma variante de sua história, ela é filha do Vala Irmo, também conhecido como Lórien. Ela é descoberta por Tinwelint, um precursor de Thingol, enquanto ouve o canto dos rouxinóis; quando ele tenta tocar seu cabelo, ela foge rindo, e ele cai em um sono profundo, sendo vigiado por ela enquanto dorme. Mais tarde, ela se torna sua esposa e rainha de Artanor, e juntos têm um filho, Tinfang, e uma filha, Tinúviel. Em outra narrativa posterior na mesma publicação, Melian é retratada como muito mais frágil e débil. Christopher Tolkien observou que, nessa versão inicial, o Cinturão de Melian é significativamente mais fraco, permitindo que as forças de Morgoth sigam Beren e Tinúviel até Doriath.

## Análise

### Figura feminina de autoridade
| “ | "O que me impressiona na história de Melian é que ela abre mão do esplendor, da alegria e do privilégio da vida eterna em Valinor para habitar o mundo intermediário, um mundo de sombras e luz, movida por um amor vasto, irracional e poderoso. Assim, Melian, a Maia, em seu sacrifício voluntário, torna-se a ancestral de algumas das figuras mais poderosas e redentoras na longa e marcada história da Terra-média." | ” |
| — Megan N. Fontenot, Explorando os Povos da Terra-média: Melian, Encantadora Divina e Rainha Imortal | |   |

Em um artigo para a série quinzenal do Reactor sobre "Explorando os Povos da Terra-média", Megan N. Fontenot elogiou a caracterização da força e sabedoria de Melian, bem como sua natureza discreta e sua capacidade de escolher o momento certo para falar ou ouvir e observar. Para Fontenot, a história e a natureza de Melian representam "uma importante metáfora em Tolkien para a capacidade de manter a esperança mesmo nas circunstâncias mais difíceis e desesperadoras", pois ela é acompanhada por rouxinóis, pássaros que cantam na escuridão, demonstrando que a capacidade de "apreciar até mesmo as sombras trouxe alegria e beleza à Terra-média".
Escrevendo na Mythlore [en] sobre figuras femininas de autoridade na ficção, Lisa Hopkins argumentou que "o poder nas obras de Tolkien frequentemente está nas mãos de uma mulher", e que, no caso de Melian, "o papel da mulher como mãe, além de esposa, é fortemente enfatizado". Para Hopkins, o casamento de Melian com Thingol é paralelo aos casamentos entre Elfos e homens mortais, nos quais as esposas são sempre de ascendência élfica, e um status considerável é atribuído a essas mulheres em seus casamentos. Ela destacou que o Cinturão de Melian é capaz de repelir até mesmo o poder de Morgoth, "proporcionando uma proteção muito mais eficaz do que qualquer que Thingol poderia oferecer".

### Casamento com Thingol
A associação de Melian com Thingol, assim como a continuidade de sua linhagem divina por meio dos Meio-elfos e da linhagem real dos Dúnedain, é considerada um elemento crucial no legendário de Tolkien. A acadêmica Cathy Akers-Jordan observou que, como Elfo e, portanto, "a raça inferior", Thingol é enobrecido por seu casamento com Melian, a Maia, "uma raça superior". Comentaristas notaram que o poder de Lúthien é  derivado da herança de pelo menos parte da força de sua mãe. Fontenot sugeriu que foi parcialmente devido à influência ou ao prestígio de Melian entre seus pares Ainur que Lúthien conseguiu uma audiência com Mandos, e que seu pedido para que Beren retornasse à vida foi atendido. Hopkins destacou Lúthien como igual a Beren, sugerindo que ele "certamente nunca teria sobrevivido à sua busca sem a ajuda dela".
A decisão de Melian de assumir "a forma dos Filhos Primogênitos de Ilúvatar" por amor a Thingol representa uma versão mais definitiva da adoção de forma pelos Ainur, pois "nessa união, ela ficou presa pelas correntes e limitações da carne de Arda". Escrevendo na Mythlore, Robley Evans explicou que Tolkien representa a criação por meio da música, "a arte do tempo, com seu potencial para modulação". Ele chamou a atenção para a explicação de Tolkien de que os Ainur "vêem visões, mas não sua realização, escuridão, mas não seu significado. Eles participam da música divina sem conhecer seus propósitos e dão forma sem conhecer as consequências, de modo que a criatividade, por analogia, será sempre ambígua em seu poder delimitador". Assim, Melian assume a forma de Elfa com base em seu "conhecimento do Mundo visível, e não do Mundo em si".

### Proteção de seu reino, como Galadriel
Diversos comentaristas discutiram extensivamente a relação entre Melian e Galadriel. A estudiosa de literatura inglesa Marjorie Burns [en] descreve Melian como "a mais tradicional encantadora na literatura de Tolkien", comparando sua natureza céltica à de Galadriel. Burns observou que, ao contrário de Galadriel, Melian é abertamente sensual, com suas roupas "'diáfanas' e 'muito adoráveis'", e seu canto e dança são como um "vinho forte" para Thingol, que fica enfeitiçado por ela. Comentaristas concordaram que o escudo protetor de Galadriel em torno de seu reino, gerado pelo poder do Anel de Nenya, é diretamente inspirado no Cinturão de Melian; Evans, em particular, considerou-o um "reflexo adorável, mas pálido". Jeff LaSala e Megan N. Fontenot, do Tor.com, concordam que a estreita relação de Melian com Galadriel, conforme descrita em O Silmarillion, fornece muito contexto para a caracterização e apresentação de Galadriel em O Senhor dos Anéis. A representação de Melian distribuindo o pão lembas é considerada um ato particularmente significativo no legendário; Fontenot sugeriu que Galadriel "o espelhou conscientemente" ao dar lembas à Sociedade em A Sociedade do Anel; o The Catholic World Report comparou-o à Eucaristia.
Melian apresenta traços homéricos ao enfrentar Ungoliant, a monstruosa aranha da escuridão em O Silmarillion, assim como Galadriel enfrenta a prole de Ungoliant, Shelob, em O Senhor dos Anéis. Mac Fenwick observou que, embora Melian não esteja mais presente na Terra-média na Terceira Era, Galadriel continua seu legado, assim como Sauron e Shelob perpetuam as posições temáticas de seus predecessores, Morgoth e Ungoliant.

## Comparações com outros personagens
| “                                                         | "A moral da história, que ressoa claramente ao longo do legendário, em uma linha ininterrupta desde 'A História de Kullervo' até Turambar e o Foalókë e Os Filhos de Húrin, forte o suficiente para se fazer presente em O Conto de Tinúviel e todos os seus antecedentes, é que, quando a Senhora da Floresta lhe diz para seguir o caminho, seja ele físico ou metafórico, é melhor ouvir. Nada menos que seu próprio destino está em jogo." | ” |
| — Kristine Larsen, Senhora da Floresta: Melian e Mielikki | |   |

Ivana Šarić comparou Melian com Gandalf, outro personagem Maia que ela considera equiparável a Melian em poder e sabedoria. Ela observou que, ao contrário do Mago, Melian está ausente como agente ativa nas histórias de Tolkien, pois está principalmente ligada à Terra-média por seu amor por Thingol, permanecendo em grande parte passiva devido à sua caracterização primária como esposa dele. Šarić destacou que a ausência de qualidades masculinas em sua aparência, descrita por Tolkien como extremamente bela, é um indicativo da natureza mais subserviente de Melian, já que ela mantém uma postura estritamente defensiva com seu Cinturão sobre Doriath e nunca demonstra desejo por poder.
Em um artigo publicado pela Universidade Estadual Central de Connecticut [en], Kristine Larsen argumentou que Melian foi reciclada de outro personagem do Kalevala. Larsen comparou-a à deusa finlandesa Mielikki [en] em A História de Kullervo [en], que desempenhou um papel central nas primeiras tentativas de Tolkien de criar uma mitologia original. Verlyn Flieger [en], editora de A História de Kullervo, identifica a personagem "Senhora da Floresta de Manto Azul" como Mielikki. Larsen associa as vestes azuis aos poderes mágicos de encantamento de Melian, bem como ao dom de previsão, um reflexo do que Flieger chama de "longa  preocupação de Tolkien com a natureza da magia e do sobrenatural". Larsen observou que, ao expandir e revisar o conto de Beren e Lúthien ao longo dos anos, Tolkien também enfatizou o papel de Melian como uma sábia "que pronuncia destinos e cujos conselhos são ignorados apenas sob grande risco", além das trágicas consequências sofridas pelos personagens que não seguem suas advertências. Lisa Coutras destacou que as ações imprudentes de Thingol e sua recusa em seguir os conselhos de Melian sobre os Silmarils levaram à queda de seu reino.
Fontenot faz algumas comparações com figuras clássicas também. Ela descreve Melian como "o Orfeu de Arda", já que, assim como o músico da lira da mitologia grega, "sua voz é tão bela que todo o paraíso interrompe suas atividades normais apenas para ouvi-la". Além disso, ela compara Melian a Cassandra, a profetisa de Troia que faz previsões precisas de problemas futuros, mas é igualmente ignorada.

## Genealogia
| Finwë  | Finwë  | Finwë     | Finwë     | Finwë                        | Finwë                        |                              |                              | Indis                        | Indis                        | Indis                                    | Indis    | Indis    | Indis    |          |          |                   |                   | Casa de Hador     | Casa de Hador     | Casa de Hador     | Casa de Hador     | Casa de Hador | Casa de Hador |                    |                    |                    |                    | Casa de Bëor       | Casa de Bëor       | Casa de Bëor | Casa de Bëor | Casa de Bëor | Casa de Bëor |           |           |                   |                   | Thingol           | Thingol           | Thingol           | Thingol           | Thingol | Thingol |         |         | Melian  | Melian  | Melian  | Melian  | Melian | Melian |
| Finwë  | Finwë  | Finwë     | Finwë     | Finwë                        | Finwë                        |                              |                              | Indis                        | Indis                        | Indis                                    | Indis    | Indis    | Indis    |          |          |                   |                   | Casa de Hador     | Casa de Hador     | Casa de Hador     | Casa de Hador     | Casa de Hador | Casa de Hador |                    |                    |                    |                    | Casa de Bëor       | Casa de Bëor       | Casa de Bëor | Casa de Bëor | Casa de Bëor | Casa de Bëor |           |           |                   |                   | Thingol           | Thingol           | Thingol           | Thingol           | Thingol | Thingol |         |         | Melian  | Melian  | Melian  | Melian  | Melian | Melian |
|        |        |           |           |                              |                              |                              |                              |                              |                              |                                          |          |          |          |          |          |                   |                   |                   |                   |                   |                   |               |               |                    |                    |                    |                    |                    |                    |              |              |              |              |           |           |                   |                   |                   |                   |                   |                   |         |         |         |         |         |         |         |         |        |        |
|        |        | Fingolfin | Fingolfin | Fingolfin                    | Fingolfin                    | Fingolfin                    | Fingolfin                    |                              |                              | Anairë                                   | Anairë   | Anairë   | Anairë   | Anairë   | Anairë   |                   |                   | Galdor            | Galdor            | Galdor            | Galdor            | Galdor        | Galdor        |                    |                    |                    |                    | Barahir            | Barahir            | Barahir      | Barahir      | Barahir      | Barahir      |           |           |                   |                   |                   |                   |                   |                   |         |         |         |         |         |         |         |         |        |        |
|        |        | Fingolfin | Fingolfin | Fingolfin                    | Fingolfin                    | Fingolfin                    | Fingolfin                    |                              |                              | Anairë                                   | Anairë   | Anairë   | Anairë   | Anairë   | Anairë   |                   |                   | Galdor            | Galdor            | Galdor            | Galdor            | Galdor        | Galdor        |                    |                    |                    |                    | Barahir            | Barahir            | Barahir      | Barahir      | Barahir      | Barahir      |           |           |                   |                   |                   |                   |                   |                   |         |         |         |         |         |         |         |         |        |        |
|        |        |           |           |                              |                              |                              |                              |                              |                              |                                          |          |          |          |          |          |                   |                   |                   |                   |                   |                   |               |               |                    |                    |                    |                    |                    |                    |              |              |              |              |           |           |                   |                   |                   |                   |                   |                   |         |         |         |         |         |         |         |         |        |        |
| Elenwë | Elenwë | Elenwë    | Elenwë    | Elenwë                       | Elenwë                       |                              |                              | Turgon                       | Turgon                       | Turgon                                   | Turgon   | Turgon   | Turgon   |          |          |                   |                   | Huor              | Huor              | Huor              | Huor              | Huor          | Huor          |                    |                    |                    |                    | Beren              | Beren              | Beren        | Beren        | Beren        | Beren        |           |           |                   |                   |                   |                   |                   |                   |         |         | Lúthien | Lúthien | Lúthien | Lúthien | Lúthien | Lúthien |        |        |
| Elenwë | Elenwë | Elenwë    | Elenwë    | Elenwë                       | Elenwë                       |                              |                              | Turgon                       | Turgon                       | Turgon                                   | Turgon   | Turgon   | Turgon   |          |          |                   |                   | Huor              | Huor              | Huor              | Huor              | Huor          | Huor          |                    |                    |                    |                    | Beren              | Beren              | Beren        | Beren        | Beren        | Beren        |           |           |                   |                   |                   |                   |                   |                   |         |         | Lúthien | Lúthien | Lúthien | Lúthien | Lúthien | Lúthien |        |        |
|        |        |           |           |                              |                              |                              |                              |                              |                              |                                          |          |          |          |          |          |                   |                   |                   |                   |                   |                   |               |               |                    |                    |                    |                    |                    |                    |              |              |              |              |           |           |                   |                   |                   |                   |                   |                   |         |         |         |         |         |         |         |         |        |        |
|        |        |           |           | Idril                        | Idril                        | Idril                        | Idril                        | Idril                        | Idril                        |                                          |          |          |          |          |          | Tuor              | Tuor              | Tuor              | Tuor              | Tuor              | Tuor              |               |               |                    |                    | Nimloth            | Nimloth            | Nimloth            | Nimloth            | Nimloth      | Nimloth      |              |              |           |           |                   |                   | Dior              | Dior              | Dior              | Dior              | Dior    | Dior    |         |         |         |         |         |         |        |        |
|        |        |           |           | Idril                        | Idril                        | Idril                        | Idril                        | Idril                        | Idril                        |                                          |          |          |          |          |          | Tuor              | Tuor              | Tuor              | Tuor              | Tuor              | Tuor              |               |               |                    |                    | Nimloth            | Nimloth            | Nimloth            | Nimloth            | Nimloth      | Nimloth      |              |              |           |           |                   |                   | Dior              | Dior              | Dior              | Dior              | Dior    | Dior    |         |         |         |         |         |         |        |        |
|        |        |           |           |                              |                              |                              |                              |                              |                              |                                          |          |          |          |          |          |                   |                   |                   |                   |                   |                   |               |               |                    |                    |                    |                    |                    |                    |              |              |              |              |           |           |                   |                   |                   |                   |                   |                   |         |         |         |         |         |         |         |         |        |        |
|        |        |           |           |                              |                              |                              |                              |                              |                              |                                          |          |          |          |          |          |                   |                   |                   |                   |                   |                   |               |               |                    |                    |                    |                    |                    |                    |              |              |              |              |           |           |                   |                   |                   |                   |                   |                   |         |         |         |         |         |         |         |         |        |        |
|        |        |           |           |                              |                              |                              |                              |                              |                              | Eärendil                                 | Eärendil | Eärendil | Eärendil | Eärendil | Eärendil |                   |                   |                   |                   |                   |                   | Elwing        | Elwing        | Elwing             | Elwing             | Elwing             | Elwing             |                    |                    |              |              |              |              |           |           | Eluréd e Elurín   | Eluréd e Elurín   | Eluréd e Elurín   | Eluréd e Elurín   | Eluréd e Elurín   | Eluréd e Elurín   |         |         |         |         |         |         |         |         |        |        |
|        |        |           |           |                              |                              |                              |                              |                              |                              | Eärendil                                 | Eärendil | Eärendil | Eärendil | Eärendil | Eärendil |                   |                   |                   |                   |                   |                   | Elwing        | Elwing        | Elwing             | Elwing             | Elwing             | Elwing             |                    |                    |              |              |              |              |           |           | Eluréd e Elurín   | Eluréd e Elurín   | Eluréd e Elurín   | Eluréd e Elurín   | Eluréd e Elurín   | Eluréd e Elurín   |         |         |         |         |         |         |         |         |        |        |
|        |        |           |           |                              |                              |                              |                              |                              |                              |                                          |          |          |          |          |          |                   |                   |                   |                   |                   |                   |               |               |                    |                    |                    |                    |                    |                    |              |              |              |              |           |           |                   |                   |                   |                   |                   |                   |         |         |         |         |         |         |         |         |        |        |
|        |        |           |           |                              |                              |                              |                              |                              |                              |                                          |          |          |          |          |          |                   |                   |                   |                   |                   |                   |               |               |                    |                    |                    |                    | Galadriel          | Galadriel          | Galadriel    | Galadriel    | Galadriel    | Galadriel    |           |           | Celeborn          | Celeborn          | Celeborn          | Celeborn          | Celeborn          | Celeborn          |         |         |         |         |         |         |         |         |        |        |
|        |        |           |           |                              |                              |                              |                              |                              |                              |                                          |          |          |          |          |          |                   |                   |                   |                   |                   |                   |               |               |                    |                    |                    |                    | Galadriel          | Galadriel          | Galadriel    | Galadriel    | Galadriel    | Galadriel    |           |           | Celeborn          | Celeborn          | Celeborn          | Celeborn          | Celeborn          | Celeborn          |         |         |         |         |         |         |         |         |        |        |
|        |        |           |           |                              |                              |                              |                              |                              |                              |                                          |          |          |          |          |          |                   |                   |                   |                   |                   |                   |               |               |                    |                    |                    |                    |                    |                    |              |              |              |              |           |           |                   |                   |                   |                   |                   |                   |         |         |         |         |         |         |         |         |        |        |
|        |        |           |           |                              |                              |                              |                              |                              |                              |                                          |          |          |          |          |          |                   |                   |                   |                   |                   |                   |               |               |                    |                    |                    |                    |                    |                    |              |              |              |              |           |           |                   |                   |                   |                   |                   |                   |         |         |         |         |         |         |         |         |        |        |
|        |        |           |           |                              |                              |                              |                              |                              |                              | Elros                                    | Elros    | Elros    | Elros    | Elros    | Elros    |                   |                   |                   |                   |                   |                   | Elrond        | Elrond        | Elrond             | Elrond             | Elrond             | Elrond             |                    |                    |              |              |              |              | Celebrían | Celebrían | Celebrían         | Celebrían         | Celebrían         | Celebrían         |                   |                   |         |         |         |         |         |         |         |         |        |        |
|        |        |           |           |                              |                              |                              |                              |                              |                              | Elros                                    | Elros    | Elros    | Elros    | Elros    | Elros    |                   |                   |                   |                   |                   |                   | Elrond        | Elrond        | Elrond             | Elrond             | Elrond             | Elrond             |                    |                    |              |              |              |              | Celebrían | Celebrían | Celebrían         | Celebrían         | Celebrían         | Celebrían         |                   |                   |         |         |         |         |         |         |         |         |        |        |
|        |        |           |           |                              |                              |                              |                              |                              |                              |                                          |          |          |          |          |          |                   |                   |                   |                   |                   |                   |               |               |                    |                    |                    |                    |                    |                    |              |              |              |              |           |           |                   |                   |                   |                   |                   |                   |         |         |         |         |         |         |         |         |        |        |
|        |        |           |           |                              |                              |                              |                              |                              |                              | 22 Reis de Númenor e Senhores de Andúnië |          |          |          |          |          |                   |                   |                   |                   |                   |                   |               |               |                    |                    |                    |                    |                    |                    |              |              |              |              |           |           |                   |                   |                   |                   |                   |                   |         |         |         |         |         |         |         |         |        |        |
|        |        |           |           |                              |                              |                              |                              |                              |                              |                                          |          |          |          |          |          |                   |                   |                   |                   |                   |                   |               |               |                    |                    |                    |                    |                    |                    |              |              |              |              |           |           |                   |                   |                   |                   |                   |                   |         |         |         |         |         |         |         |         |        |        |
|        |        |           |           |                              |                              |                              |                              |                              |                              | Elendil                                  |          |          |          |          |          |                   |                   |                   |                   |                   |                   |               |               |                    |                    |                    |                    |                    |                    |              |              |              |              |           |           |                   |                   |                   |                   |                   |                   |         |         |         |         |         |         |         |         |        |        |
|        |        |           |           |                              |                              |                              |                              |                              |                              |                                          |          |          |          |          |          |                   |                   |                   |                   |                   |                   |               |               |                    |                    |                    |                    |                    |                    |              |              |              |              |           |           |                   |                   |                   |                   |                   |                   |         |         |         |         |         |         |         |         |        |        |
|        |        |           |           |                              |                              |                              |                              |                              |                              |                                          |          |          |          |          |          |                   |                   |                   |                   |                   |                   |               |               |                    |                    |                    |                    |                    |                    |              |              |              |              |           |           |                   |                   |                   |                   |                   |                   |         |         |         |         |         |         |         |         |        |        |
|        |        |           |           | Isildur                      | Isildur                      | Isildur                      | Isildur                      | Isildur                      | Isildur                      |                                          |          |          |          |          |          | Anárion           | Anárion           | Anárion           | Anárion           | Anárion           | Anárion           |               |               |                    |                    |                    |                    |                    |                    |              |              |              |              |           |           |                   |                   |                   |                   |                   |                   |         |         |         |         |         |         |         |         |        |        |
|        |        |           |           | Isildur                      | Isildur                      | Isildur                      | Isildur                      | Isildur                      | Isildur                      |                                          |          |          |          |          |          | Anárion           | Anárion           | Anárion           | Anárion           | Anárion           | Anárion           |               |               |                    |                    |                    |                    |                    |                    |              |              |              |              |           |           |                   |                   |                   |                   |                   |                   |         |         |         |         |         |         |         |         |        |        |
|        |        |           |           | 22 Reis de Arnor e Arthedain | 22 Reis de Arnor e Arthedain | 22 Reis de Arnor e Arthedain | 22 Reis de Arnor e Arthedain | 22 Reis de Arnor e Arthedain | 22 Reis de Arnor e Arthedain |                                          |          |          |          |          |          | 27 Reis de Gondor | 27 Reis de Gondor | 27 Reis de Gondor | 27 Reis de Gondor | 27 Reis de Gondor | 27 Reis de Gondor |               |               |                    |                    |                    |                    |                    |                    |              |              |              |              |           |           |                   |                   |                   |                   |                   |                   |         |         |         |         |         |         |         |         |        |        |
|        |        |           |           | 22 Reis de Arnor e Arthedain | 22 Reis de Arnor e Arthedain | 22 Reis de Arnor e Arthedain | 22 Reis de Arnor e Arthedain | 22 Reis de Arnor e Arthedain | 22 Reis de Arnor e Arthedain |                                          |          |          |          |          |          | 27 Reis de Gondor | 27 Reis de Gondor | 27 Reis de Gondor | 27 Reis de Gondor | 27 Reis de Gondor | 27 Reis de Gondor |               |               |                    |                    |                    |                    |                    |                    |              |              |              |              |           |           |                   |                   |                   |                   |                   |                   |         |         |         |         |         |         |         |         |        |        |
|        |        |           |           | Arvedui                      | Arvedui                      | Arvedui                      | Arvedui                      | Arvedui                      | Arvedui                      |                                          |          |          |          |          |          | Fíriel            | Fíriel            | Fíriel            | Fíriel            | Fíriel            | Fíriel            |               |               |                    |                    |                    |                    |                    |                    |              |              |              |              |           |           |                   |                   |                   |                   |                   |                   |         |         |         |         |         |         |         |         |        |        |
|        |        |           |           | Arvedui                      | Arvedui                      | Arvedui                      | Arvedui                      | Arvedui                      | Arvedui                      |                                          |          |          |          |          |          | Fíriel            | Fíriel            | Fíriel            | Fíriel            | Fíriel            | Fíriel            |               |               |                    |                    |                    |                    |                    |                    |              |              |              |              |           |           |                   |                   |                   |                   |                   |                   |         |         |         |         |         |         |         |         |        |        |
|        |        |           |           |                              |                              |                              |                              |                              |                              |                                          |          |          |          |          |          |                   |                   |                   |                   |                   |                   |               |               |                    |                    |                    |                    |                    |                    |              |              |              |              |           |           |                   |                   |                   |                   |                   |                   |         |         |         |         |         |         |         |         |        |        |
|        |        |           |           |                              |                              |                              |                              |                              |                              | 15 Chefes Dúnedain                       |          |          |          |          |          |                   |                   |                   |                   |                   |                   |               |               |                    |                    |                    |                    |                    |                    |              |              |              |              |           |           |                   |                   |                   |                   |                   |                   |         |         |         |         |         |         |         |         |        |        |
|        |        |           |           |                              |                              |                              |                              |                              |                              |                                          |          |          |          |          |          |                   |                   |                   |                   |                   |                   |               |               |                    |                    |                    |                    |                    |                    |              |              |              |              |           |           |                   |                   |                   |                   |                   |                   |         |         |         |         |         |         |         |         |        |        |
|        |        |           |           |                              |                              |                              |                              |                              |                              |                                          |          |          |          |          |          |                   |                   |                   |                   |                   |                   |               |               |                    |                    |                    |                    |                    |                    |              |              |              |              |           |           |                   |                   |                   |                   |                   |                   |         |         |         |         |         |         |         |         |        |        |
|        |        |           |           |                              |                              |                              |                              |                              |                              |                                          |          |          |          |          |          |                   |                   |                   |                   |                   |                   |               |               |                    |                    |                    |                    |                    |                    |              |              |              |              |           |           |                   |                   |                   |                   |                   |                   |         |         |         |         |         |         |         |         |        |        |
|        |        |           |           |                              |                              |                              |                              |                              |                              | Aragorn                                  | Aragorn  | Aragorn  | Aragorn  | Aragorn  | Aragorn  |                   |                   |                   |                   |                   |                   |               |               |                    |                    | Arwen              | Arwen              | Arwen              | Arwen              | Arwen        | Arwen        |              |              |           |           | Elladan e Elrohir | Elladan e Elrohir | Elladan e Elrohir | Elladan e Elrohir | Elladan e Elrohir | Elladan e Elrohir |         |         |         |         |         |         |         |         |        |        |
|        |        |           |           |                              |                              |                              |                              |                              |                              | Aragorn                                  | Aragorn  | Aragorn  | Aragorn  | Aragorn  | Aragorn  |                   |                   |                   |                   |                   |                   |               |               |                    |                    | Arwen              | Arwen              | Arwen              | Arwen              | Arwen        | Arwen        |              |              |           |           | Elladan e Elrohir | Elladan e Elrohir | Elladan e Elrohir | Elladan e Elrohir | Elladan e Elrohir | Elladan e Elrohir |         |         |         |         |         |         |         |         |        |        |
|        |        |           |           |                              |                              |                              |                              |                              |                              |                                          |          |          |          |          |          |                   |                   |                   |                   |                   |                   |               |               |                    |                    |                    |                    |                    |                    |              |              |              |              |           |           |                   |                   |                   |                   |                   |                   |         |         |         |         |         |         |         |         |        |        |
|        |        |           |           |                              |                              |                              |                              |                              |                              |                                          |          |          |          |          |          |                   |                   |                   |                   |                   |                   |               |               |                    |                    |                    |                    |                    |                    |              |              |              |              |           |           |                   |                   |                   |                   |                   |                   |         |         |         |         |         |         |         |         |        |        |
|        |        |           |           |                              |                              |                              |                              |                              |                              |                                          |          | Eldarion | Eldarion | Eldarion | Eldarion | Eldarion          | Eldarion          |                   |                   |                   |                   |               |               | No mínimo 3 filhas | No mínimo 3 filhas | No mínimo 3 filhas | No mínimo 3 filhas | No mínimo 3 filhas | No mínimo 3 filhas |              |              |              |              |           |           |                   |                   |                   |                   |                   |                   |         |         |         |         |         |         |         |         |        |        |

### J. R. R. Tolkien
1. 1 2  (Tolkien 1977) cap. 10 "Dos Sindar"
2. 1 2 3  (Tolkien 1977, cap. 4 "De Thingol e Melian")
3. ↑  (Tolkien 1977) cap. 14 "De Beleriand e seus Reinos"
4. ↑  (Tolkien 2007), p. 77.
5. ↑  (Tolkien 2007), p. 85.
6. ↑  (Tolkien 2007), p. 97.
7. ↑  (Tolkien 1987) "As Etimologias"
8. 1 2  (Tolkien 1984) Parte I, verbete "Wendelin"
9. 1 2  (Tolkien 1984b) Parte 2 "O Conto de Tinúviel"
10. ↑  (Tolkien 2015), pp. 61-62.
11. ↑  (Tolkien 1977, Dos Anéis de Poder e da Terceira Era": Árvores genealógicas I e II: “A casa de Finwë e a descendência noldorin de Elrond e Elros” e “Os descendentes de Olwë e Elwë)
12. ↑  (Tolkien 1955, Apêndice A: Anais dos Reis e Governantes, I Os Reis Númenóreanos)